# Soldeu
Soldeu é uma localidade de Andorra, situada na paróquia de Canillo. Situada a 1.825 metros de altitude, sua população em 2024 foi estimada em 1.243 habitantes.
Importante centro de esportes de inverno desde 1963, atualmente conta, juntamente com a nova estação de El Tarter (inaugurada em 1981), com três telecadeiras e quatorze telesquis.